# Kyselina arachidová
Kyselina arachidová nebo kyselina arachová[zdroj⁠?!] nebo kyselina arašídová (systematický název kyselina ikosanová) je nasycená mastná kyselina s dvaceti atomy uhlíku v molekule. Její soli a estery se nazývají nebo arachidáty nebo ikosanoáty nebo arachoáty[zdroj?].
Tuto mastnou kyselinu lze najít v některých tucích a rostlinných olejích.